# We Are Family (film, 2010)
Pour les articles homonymes, voir We Are Family.
Pour plus de détails, voir Fiche technique et Distribution.
We Are Family est un film indien de Bollywood réalisé par Siddharth Malhotra, sorti le 3 septembre 2010.
Produit par Karan Johar, le film met en scène Kajol, Kareena Kapoor et Arjun Rampal. C'est un remake du film américain Ma meilleure ennemie (Stepmom), sorti en 1998. Il est tourné à Sydney en Australie.

## Synopsis
Maya (Kajol) est une mère parfaite dont la vie se focalise sur ses trois enfants, Aliya, Ankush et Anjali. Bien qu'elle soit divorcée d'Aman (Arjun Rampal), elle veille à ce que tout fonctionne bien et que la famille reste unie. Pourtant lorsqu'Aman présente sa petite amie Shreya (Kareena Kapoor), une femme moderne peu au fait de l’éducation des enfants, la situation prend une tournure inattendue...

## Fiche technique
- Titre : We Are Family
- Réalisation : Siddharth Malhotra
- Scénario : Niranjan Iyengar
- Production : Hiroo Johar et Karan Johar
- Musique originale : Shankar Mahadevan, Loy Mendonsa et Ehsaan Noorani
- Photographie : K. U. Mohanan
- Montage : Deepa Bhatia
- Décors : Shashank Tere
- Pays :  Inde
- Langue : Hindi
- Date de sortie : 
  -  Inde : 3 septembre 2010

## Distribution
- Kajol : Maya
- Kareena Kapoor : Shreya
- Arjun Rampal : Aman
- Aanchal Munjal : Aleya
- Nominath Ginsburg : Ankush
- Diya Sonecha : Anjali

## Musique
La bande originale comporte six chansons composées par Shankar Ehsaan Loy. 
1. Ankhon Mein Neendein - Rahat Fateh Ali Khan & Shreya Ghoshal (5:02)
2. Dil Khol Ke Let's Rock - Anushka Manchanda, Akriti Kakkar & Suraj Jagan (03:57)
3. Reham O Karam - Vishal Dadlani & Shankar Mahadevan (05:47)
4. Hamesha & Forever - Sonu Nigam & Shreya Ghoshal (04:51)
5. Sun Le Dua Yeh Aasmaan (Theme Slow Version) - Bela Shende (03:53)
6. We Are Family (Theme) - (02:48)

## Distinctions
- Kareena Kapoor a reçu le Filmfare Award du meilleur second rôle féminin en 2011.